# Добровольное (Ипатовский городской округ)
Доброво́льное — село в Ипатовском районе (городском округе) Ставропольского края России.

## Варианты названия
- Добровольно-Васильевское[2].

## География
Расстояние до краевого центра: 156 км. Расстояние до районного центра: 41 км.

## История
В 1898 году выходцы из Киевской губернии организовали селение и назвали его Киевка.
В 1918 году Киевку переименовали в Добровольное.
В 1921 году в селе Добровольно-Васильевском была образована артель «Заря».
После освобождения в 1943 году от немецкой оккупации колхозы оказались сильно разрушенными, поэтому в 1944 году из трёх их был создан один - «Красный май».
На 1 марта 1966 года село значилось центром Добровольно-Васильевского сельсовета, в состав территории которого входили 3 населённых пункта: село Добровольное, хутора Васильев и Весёлый:13.
До 1 мая 2017 года село Добровольное было административным центром упразднённого Добровольно-Васильевского сельсовета.

## Население
| 1909  | 1925  | 1926  | 1989 | 2002  | 2010  | 2014  |
| ----- | ----- | ----- | ---- | ----- | ----- | ----- |
| 967   | ↗1456 | ↗1484 | ↘977 | ↗1202 | ↘1167 | ↘1100 |
| 2023  |       |       |      |       |       |       |
| ↘1019 |       |       |      |       |       |       |

По данным переписи 2002 года, 93 % населения — русские.

## Инфраструктура
- Дом культуры,
- Детский сад № 16 «Родничок»,
- Средняя общеобразовательная школа № 18. Открыта 1 сентября 1985 года как Добровольно-Васильевская средняя школа № 18[15].
- Предприятие «Добровольное». Открыто 10 октября 1977 года как совхоз «Добровольный»[16]

## Культовые сооружения
В западной части села расположено общественное открытое кладбище площадью 58500 м².

## Уличная сеть
В Добровольном 8 улиц: 60 лет СССР, Ленина, Мира, Молодёжная, Подгорная, Пролетарская, Школьная и Юбилейная.